# Mal Donaghy
Malachy Martin Donaghy (Belfast, 1957. szeptember 17.  – ) északír válogatott labdarúgó.

## Pályafutása

### Klubcsapatban
Belfastban született. Pályafutását 1975-ben a Post Office SC Dunmurry csapatában kezdte, majd 1976-ban a Cromac Albionban folytatta. 1977-ben a Larne szerződtette, ahol egy évet töltött. 1978 és 1994 között Angliában játszott. 1978-tól 1988-ig a Luton Town játékosa volt. 1988 és 1990 között a Manchester Unitedet erősítette, de az 1989–90-es szezonban kölcsönben szerepelt a Luton Townban. 1990 és 1992 között ismét a Manchester United játékosa volt, melynek tagjaként 1990-ben FA-kupát és szuperkupát nyert, 1991-ben pedig a kupagyőztesek Európa-kupáját és az UEFA-szuperkupát is megszerezte. 1992 és 1994 között a Chelsea-ben játszott. 

### A válogatottban
1980 és 1994 között 91 alkalommal szerepelt az északír válogatottban. Részt vett az 1982-es és az 1986-os világbajnokságon. Mindkét tornán alapembernek számított.

## Sikerei, díjai
Luton Town
- Angol ligakupagyőztes (1): 1987–88

Manchester United
- Angol kupagyőztes (1): 1989–90
- Angol szuperkupadöntős (1): 1990
- KEK-győztes (1): 1990–91
- UEFA-szuperkupa (1): 1991
- Angol ligakupagyőztes (1): 1991–92